# Польско-прусский договор (1790)
Польско-прусский договор — договор, подписанный 29 марта 1790 года в Варшаве между представителями Речи Посполитой и Пруссии и оформивший польско-прусский союз.

## Ход событий
После Первого раздела в Польше образовалось две политических силы: антироссийская «патриотическая» (Малаховский, Игнаций и Станислав Потоцкие, Адам Чарторыйский и др.) и пророссийская «королевская» и «гетманская» (Браницкий, Феликс Потоцкий). 
С началом войн Российской и Габсбургской империй против Османской империи Пруссия пыталась использовать возможность, чтобы вовлечь ослабленную Польшу в свою сферу влияния. Некоторые заинтересованные группы внутри Польши увидели в этом способ освободиться от десятилетий российского контроля.
29 марта 1790 года в Варшаве был подписан договор, оформивший польско-прусский союз. Статья VI договора предусматривала, что в «случае вмешательства России в дела Польской Республики или зависящих от неё территорий (имелась в виду Курляндия)» Пруссия брала на себя обязательства содействовать мирному урегулированию, а при неудаче — оказать военную помощь Польше. В секретной части договора Речь Посполитая передавала Пруссии Гданьск и Торунь при условии, что при поддержке Пруссии Польша вернет себе Галицию, которая была передана Австрии в 1772 году. 
Однако широкая европейская коалиция против России, на которую рассчитывали прусский первый министр Э.Герцберг и польская «патриотическая» партия, так и не сложилась.
Четырёхлетний Сейм в 1791 году постановил, что территория страны является целостной и неделимой.
Ясский договор в январе 1792 года завершил русско-турецкую войну. В апреле этого же года началась война Первой Коалиции, заставив Пруссию перебросить большинство её войск на запад для действий против революционной Франции. Россия, обозленная польскими попытками выйти из-под её влияния, в мае 1792 года начала против неё войну.
Пруссия отказалась помогать Польше, объясняя это тем, что её мнение не учитывалось при принятии Конституции 3-го мая, что упразднило союзнический договор. Когда в январе 1793 года прусский корпус вторгся в Великую Польшу, то делал это уже не как союзник, а как гарант прусских интересов при Втором разделе Речи Посполитой.